# Centre d'accueil et d'aide aux toxicomanes et à leurs familles
Le Centre d'accueil et d'aide aux toxicomanes et à leurs familles (CAAT) est une association loi de 1901 française à but non lucratif.

## Description
Créée en 1970 et située au Chesnay près de Versailles (Yvelines), elle se fixe comme mission d'aider les usagers de drogues, leurs parents et leurs proches par l'écoute et l'accueil et de prévenir la toxicomanie notamment en informant sur les drogues.